# Casper Elgaard

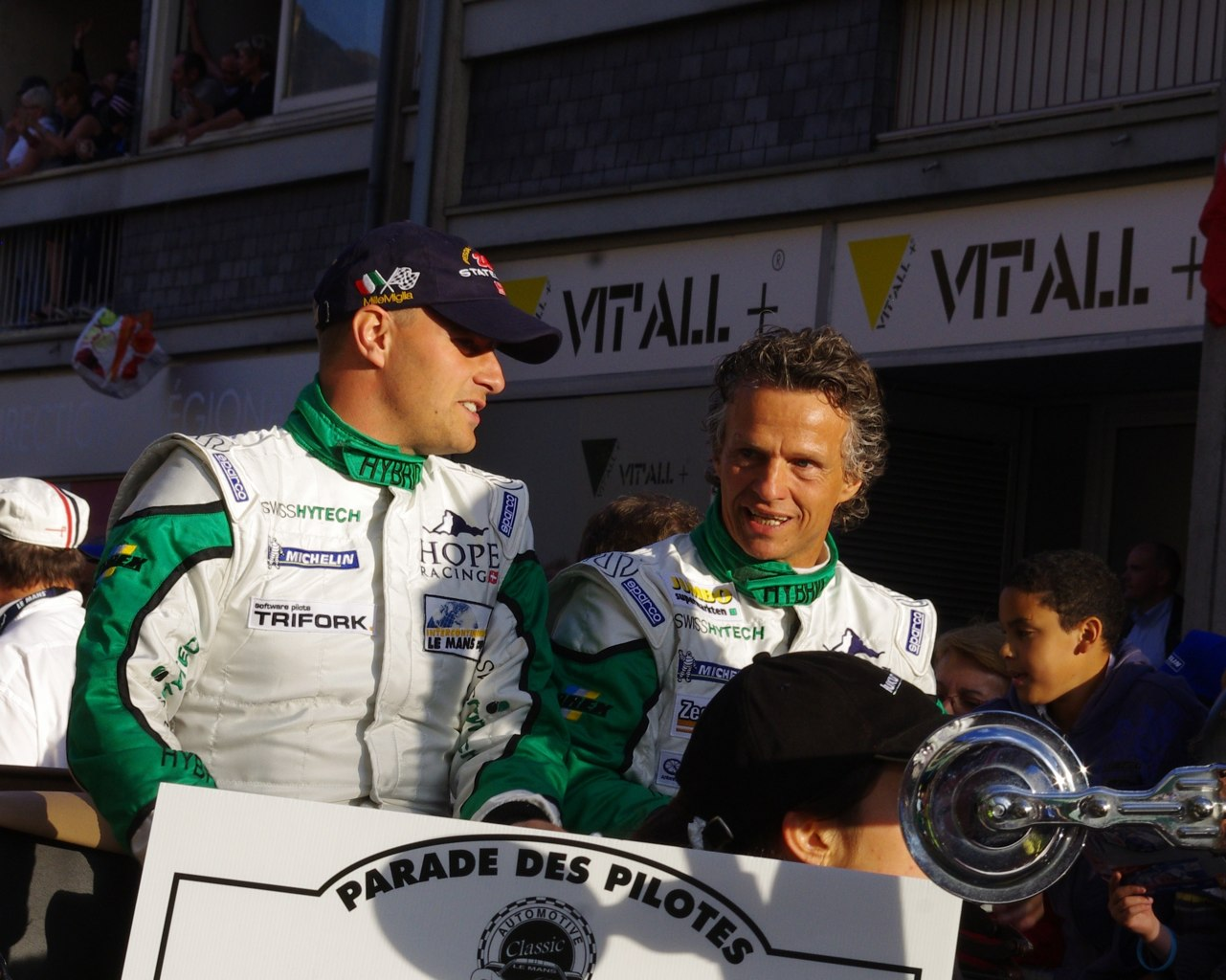
Casper Elgaard et Jan Lammers aux 24 Heures du Mans en 2011

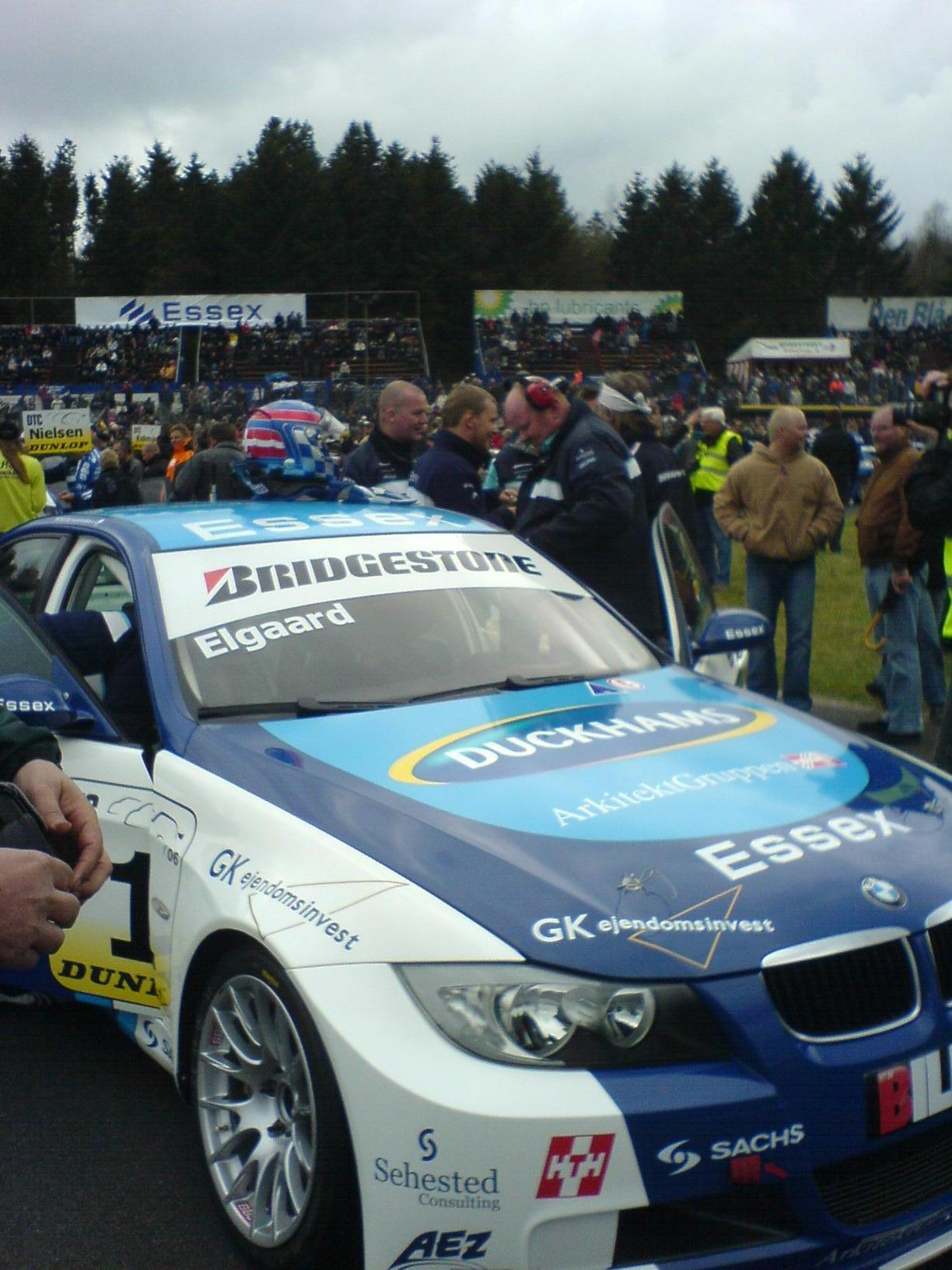
La BMW 320si E90 utilisée par le Team Essex en 2007.

Casper Hornbæk Elgaard, né le 5 avril 1978, est un pilote automobile danois.

## Biographie
En 2009 il participe et remporte Vild med dans, la version danoise de Danse avec les stars.

## Palmarès
- Championnat danois des voitures de tourisme[1]
  - Vice-champion en 2003 sur une BMW 320i du Team Essex
  - Champion en 2004 et 2005 sur une BMW 320i puis en 2006 sur une BMW 320si du Team Essex
  - Champion en 2010 sur une BMW 320si du Team Bauhaus Telesikring
  - Une vingtaine de victoires entre 2002 et 2010

- Le Mans Series
  - Vainqueur au général des 1 000 kilomètres de Spa 2005
  - Vainqueur de la catégorie LMP2 des 1 000 kilomètres de Monza en 2008
  - Vainqueur de la catégorie LMP2 des 1 000 kilomètres de Spa 2009

- 24 Heures du Mans
  - Vainqueur de la catégorie LMP2 en 2009